# Auerbachs Hof

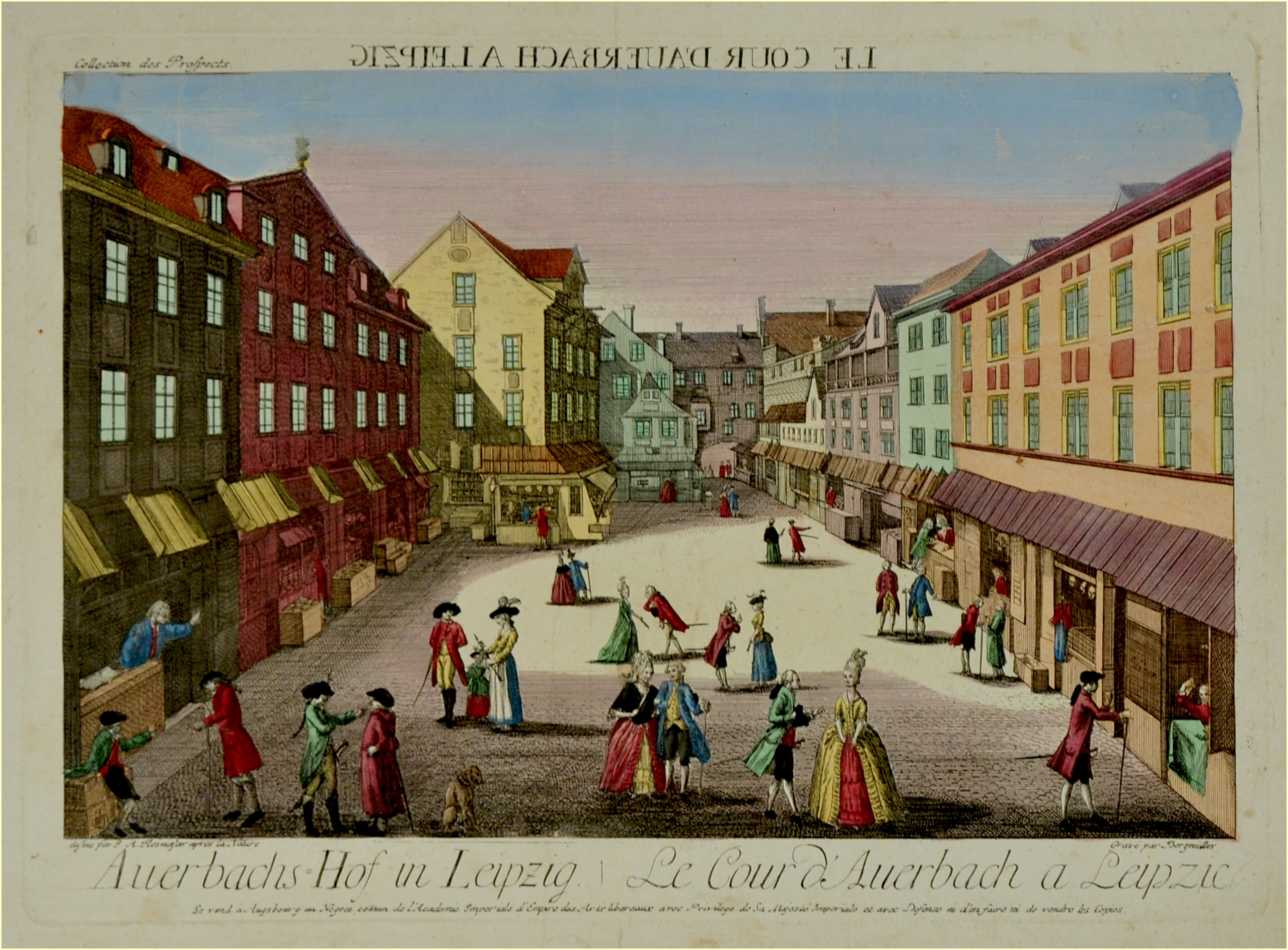
Auerbachs Hof um 1780. Dargestellt ist der Naschmarkt, der, wenn keine Leipziger Messe war, seinen Platz in Auerbachs Hof hatte.

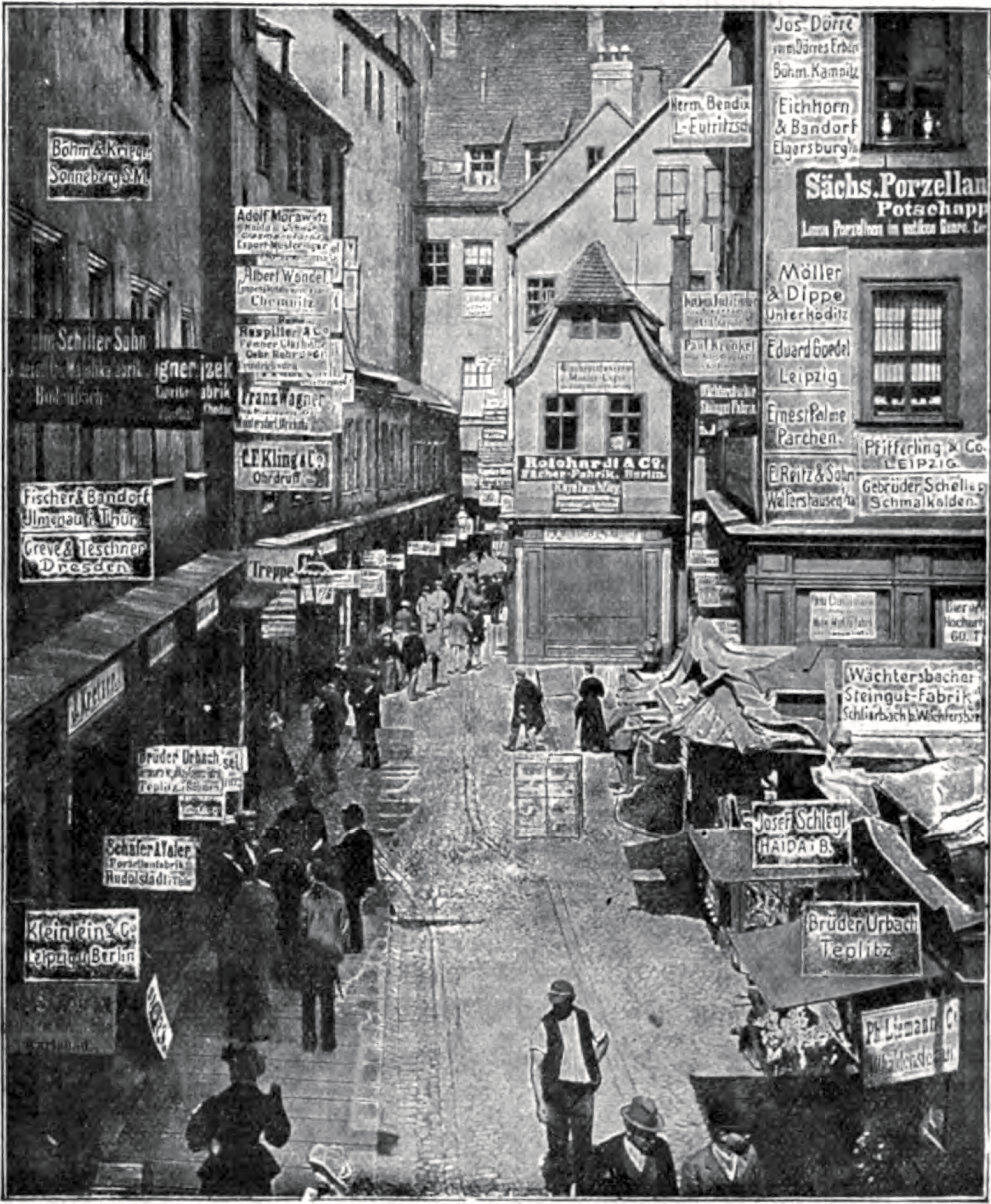
Auerbachs Hof zur Frühjahrsmesse 1905

Auerbachs Hof war einer der größten und bedeutendsten Handelshöfe der Stadt Leipzig.

## Lage
Auerbachs Hof befand sich von 1530 bis 1912 auf dem Grundstück der Grimmaischen Straße in der Leipziger Altstadt, unweit vom Markt.

## Geschichte
1519 erwarb der Leipziger Medizinprofessor Heinrich Stromer, „sonst Auerbach genannt“ (1482–1542), von den Erben seines Schwiegervaters für 3500 Gulden ein Grundstück, auf dem er von 1530 bis 1538 Auerbachs Hof erbaute. Er ließ die alte Bebauung abbrechen und unter Einbeziehung mehrerer Hinterhäuser oberirdisch einen großen Gebäudekomplex errichten, der sich links und rechts um einen ca. 140 m langen, abgewinkelten Durchgang zum (neuen) Neumarkt gruppierte und aus fast 100 Messegewölben im Erdgeschoss sowie zahlreichen Zimmern, Sälen und Nebengelassen in den Obergeschossen bestand. Die älteren, schon 1438 erwähnten, mehretagigen Weinkeller im Untergeschoss baute Stromer noch aus. Sie galten lange Zeit als die größten der Stadt und angeblich sogar ganz Deutschlands. In dessen Keller befindet sich noch heute eine der traditionsreichsten Gaststätten Deutschlands, Auerbachs Keller. Unter diesem Namen wurden sie zur bekanntesten Adresse der Stadt, wozu auch die Legende von Dr. Faustus Fassritt 1525 sowie die bekannte Szene in Johann Wolfgang von Goethes (1749–1832) Drama Faust I beitrug.

Am 1. Januar 1911 kaufte der Kofferfabrikant Anton Mädler (1854–1925) Auerbachs Hof. Ab 1. April 1912 ließ er die verfallende Bebauung abbrechen und vergrößerte das Gelände. Es entstand bis 1914 die Mädlerpassage. Auerbachs Keller wurde dabei originalgetreu wieder aufgebaut und noch erweitert.

## Namensherkunft
Auerbachs Hof wurde nach seinem Erbauer Heinrich Stromer benannt, der nach seinem Geburtsort allgemein als „Dr. Auerbach“ bekannt war.